# 데린쿠유 지하도시

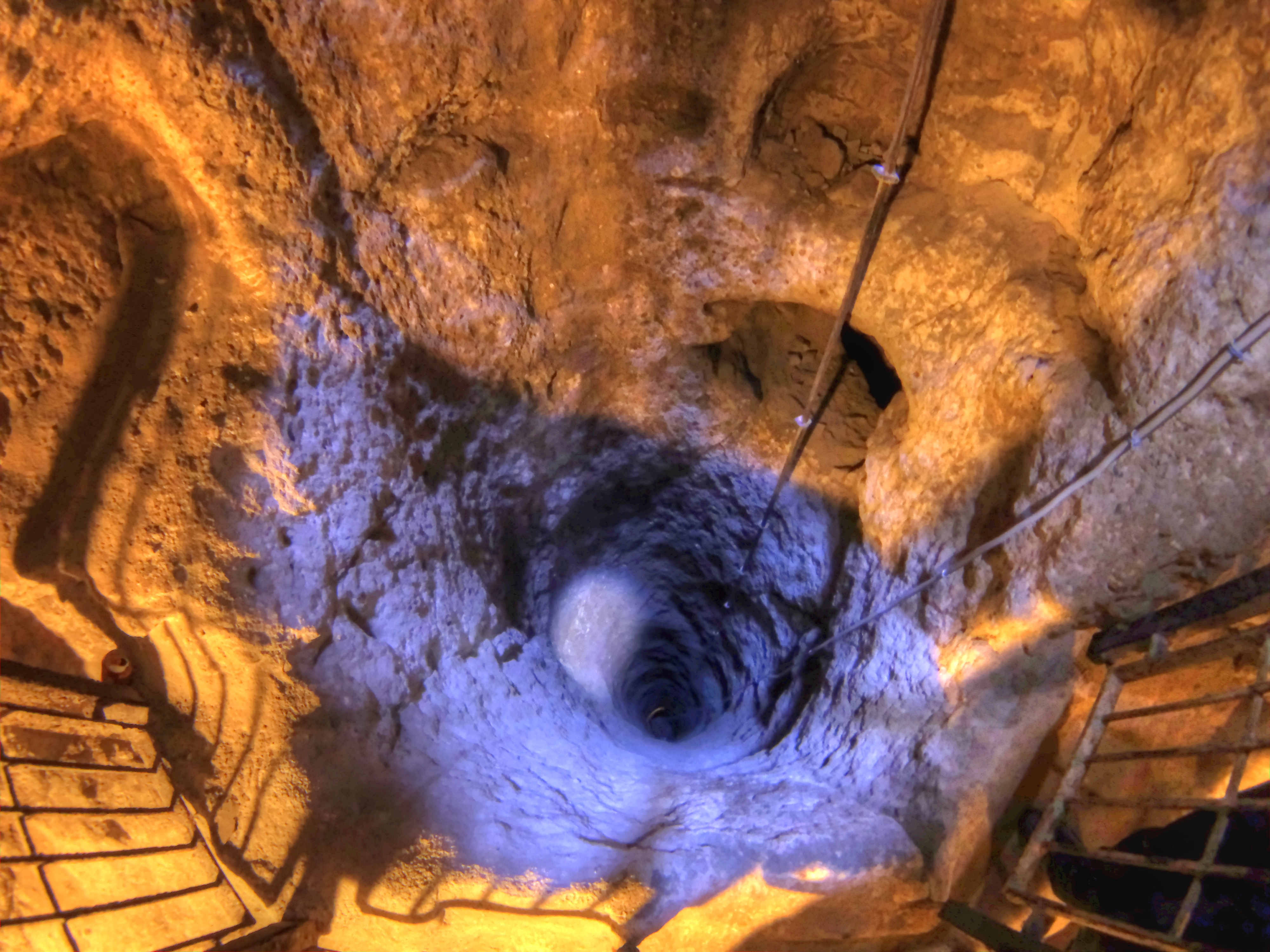

데린쿠유(Derinkuyu)는 튀르키예 데린쿠유에 있는 개미굴처럼 지하 곳곳으로 파내려간 대규모 지하도시이다. 한때 아랍인들로부터 도피한 기독교인들이 거주한 곳으로 알려져 있는데, 내부 통로와 환기구가 지하 각층으로 연결돼 있고 교회와 학교, 그리고 침실, 부엌, 우물 등이 존재한다. 적의 침입에 대비해 둥근 바퀴모양의 돌덩이를 통로마다 설치해 비상시 통로를 막았고 독특한 기호로 길을 표시해 외부에서 침입한 자는 길을 잃도록 미로처럼 여러 갈래의 통로를 뚫어 놓았다.

## 같이 보기
- 괴베클리 테페
- 페트라